# 涅普度河
涅普度河（俄语：Река Немта）是哈巴罗夫斯克边疆区的河流，长230公里，流域面积6290平方公里，注入辛金斯科耶湖。

## 引用
1. ↑  А·П·穆拉诺夫. . 列宁格勒: 气象出版社. 1966 （俄语）.
2. ↑  . 列宁格勒: 气象出版社 （俄语）.
3. ↑  Т·А·基谢尔科瓦娅. . 列宁格勒: 气象出版社. 1977 （俄语）.
4. ↑  . Verumwiki （俄语）.